# Оппенгейм, Татьяна Константиновна
Татьяна Константиновна Оппенгейм (6 (19) сентября 1912, Санкт-Петербург, Российская империя — 29 марта 1982, Ленинград, РСФСР, СССР) — советская балерина, прима Малого театра оперы и балета в Ленинграде; балетмейстер и актриса кино.

## Биография
В 1931 году окончила Ленинградский хореографический техникум (педагоги А. Я. Ваганова, А. M. Монахов) и была принята в Ленинградский Малый театр оперы и балета (1931—1949).
Танцевала характерные танцы в балетах и операх. Ценителям балета нравилось в танце Оппенгейм то, что он был элегантен и изящен. Женственность и музыкальность балерины придавали её танцу ещё большую выразительность. Танцовщик и балетмейстер Ф. В. Лопухов называл её гордостью труппы Малого оперного театра.
После завершения балетной карьеры Т. К. Оппенгейм работала ассистентом-балетмейстером у кинорежиссёра Григория Рошаля.
Снялась в эпизодических ролях в таких известных фильмах, как «Укротительница тигров» Надежды Кошеверовой и Александра Ивановского (1954) и «Гамлет» Григория Козинцева (1964).
Работала руководителем самодеятельных балетных коллективов.
Ушла из жизни 29 марта 1982 года в Ленинграде. Похоронена на Шуваловском кладбище Санкт-Петербурга.

## Лучшие спектакли и репертуар
Первая исполнительница партий:
- Распорядитель карнавала («Арлекинада», Р. Дриго 1933, балетм. Ф. В. Лопухов)
- Крестьянка («Фадетта», Л. Делиба)1936, балетм. Л. M. Лавровский)
- Бедуинский танец («Ашик-Кериб», Б. В. Асафьева, 1940, ЛХУ, балетм. Б. А. Фенстер)
- Солистка в хореографическом антракте (опера «Кармен», Ж. Бизе. Номер был поставлен балетмейстером Ф. В. Лопуховым под влиянием индивидуальности Т. Оппенгейм[1].

Танцевала также партии: Гуцулка («Коппелия»), Испанский танец («Кармен»), Мария («Тщетная предосторожность»), Польский танец («Камаринский мужик»), Доярка («Светлый ручей»).

## Фильмография
- 1941 — Киноконцерт 1941 года — исполнила пляску цыганки из оперы «Риголетто»
- 1954 — Укротительница тигров — сидит на собрании рядом с Татьяной Пельтцер
- 1964 — Гамлет — эпизод
- 1970 — Ференц Лист. Грёзы любви (СССР/Венгрия) — эпизод
- 1971 — Дорога на Рюбецаль — эпизод